# Kaylee DeFer
Kaylee Anne DeFer (Tucson, 23 settembre 1986) è un'attrice statunitense.

## Biografia e carriera
Kaylee DeFer nasce a Tucson, in Arizona, e frequenta la Pusch Ridge Christian Academy e la Desert Christian High School. Comincia la sua carriera nei musical teatrali all'età di otto anni, continuando durante le superiori con il ruolo della protagonista Kim in Bye Bye Birdie. Nel 2003, si trasferisce a Los Angeles per intraprendere la carriera d'attrice professionalmente; lascia la città dopo otto anni.
Il suo debutto televisivo è nel 2004 nella sitcom di Nickelodeon Drake & Josh. Da quel momento, compare come guest star in diverse serie televisive quali Ghost Whisperer - Presenze, CSI: Miami, How I Met Your Mother e Give Me Five. Compare anche sulla copertina dell'album Touchstone Inferno di Reeve Oliver, pubblicato a dicembre 2007. A maggio 2004 entra nel cast della serie televisiva The Mountain, che viene cancellata dopo quattro mesi a causa dei bassi ascolti. Nell'aprile 2005 viene scelta per la sitcom The War at Home, nella quale interpreta la diciassettenne Hillary Gold, che viene cancellata dopo due stagioni. A ottobre 2006, DeFer debutta al cinema in Flicka - Uno spirito libero, ottenendo nel 2011 un altro ruolo cinematografico nel western Mattie.
Ad aprile 2011, entra nel cast della serie televisiva Gossip Girl nel ruolo di Ivy Dickens; pochi mesi dopo partecipa alle riprese dell'horror indipendente Darkroom di Britt Napier.

### Vita privata
Dal 2012 ha una relazione con Michael Fitzpatrick, leader dei Fitz and The Tantrums, dal quale ha avuto 3 figli: Theodore Ignatius (20 settembre 2013) Sebastian Danger (11 aprile 2017) e Rémy Lincoln (26 maggio 2019).

## Filmografia

### Cinema
- Detective a due ruote (Underclassman), regia di Marcos Siega (2005)
- The Powder Puff Principle, regia di John Burgess – cortometraggio (2006)
- Flicka - Uno spirito libero (Flicka), regia di Michael Mayer (2006)
- In My Pocket, regia di David Lisle Johnson (2011)
- Mattie, regia di Michael Dohrmann (2011)
- Red State, regia di Kevin Smith (2011)
- Darkroom, regia di Britt Napier (2013)

### Televisione
- The Deerings, regia di Shawn Levy – film TV (2004)
- Drake & Josh – serie TV, episodio 2x02 (2004)
- North Shore – serial TV, 1 puntata (2004)
- Give Me Five (Quintuplets) – serie TV, episodi 1x09-1x12 (2004)
- The Mountain – serial TV, 6 puntate (2004-2005)
- Listen Up! – serie TV, episodio 1x15 (2005)
- The War at Home – serie TV, 44 episodi (2005-2007)
- Shark - Giustizia a tutti i costi (Shark) – serie TV, episodio 2x11 (2007)
- I Griffin (Family Guy) – serie animata, episodio 7x06 (2008) - voce
- Ghost Whisperer - Presenze (Ghost Whisperer) – serie TV, episodio 4x12 (2009)
- Bones – serie TV, episodio 5x09 (2009)
- Ghosts/Aliens, regia di Michael Patrick Jann – film TV (2010)
- CSI: Miami – serie TV, episodio 8x17 (2010)
- How I Met Your Mother – serie TV, episodi 6x01-8x13 (2010-2013)
- Amici di letto (Friends with Benefits) – serie TV, episodio 1x08 (2011)
- Gossip Girl – 45 episodi (2011-2012) - Ivy Dickens
- Nella trappola dell'inganno (Layover), regia di R.D. Braunstein – film TV (2012)

## Doppiatrici italiane
Nelle versioni in italiano dei suoi film, Kaylee DeFer è stata doppiata da:
- Gemma Donati in The War at Home, Gossip Girl.
- Ilaria Latini in Flicka - Uno spirito libero.
- Giulia Tarquini in Ghost Whisperer - Presenze.
- Daniela Fava in How I Met Your Mother.
- Letizia Scifoni in Nella trappola dell'inganno.
- Irene Di Valmo in CSI: Miami